# Rogožarski R-313
Il Rogožarski R-313 (in cirillico Рогожарски Р-313) era un bimotore multiruolo ad ala media realizzato dall'azienda iugoslava Rogožarski negli anni quaranta e rimasto al livello di prototipo.

## Storia del progetto
Il prototipo venne portato in volo per la prima volta all'inizio del 1940 equipaggiato con due motori di produzione cecoslovacca, i Walter Sagitta 1-SR, dei 12 cilindri a V rovesciata capaci di erogare una potenza di 500 CV (373 kW) ciascuno. Pur essendo la potenza disponibile limitata per le esigenze del progetto, l'R-313 si dimostrò in grado di raggiungere una velocità massima pari a 460 km/h a 4 000 m che confermarono le ottime potenzialità di sviluppo del velivolo. Le vicende belliche che interessarono il Regno di Iugoslavia nel corso della seconda guerra mondiale ne impedirono tuttavia lo sviluppo e la produzione in serie rimanendo l'unico esemplare realizzato.

## Tecnica
L'R-313 era un velivolo dalla struttura realizzata principalmente in legno e dall'aspetto, per l'epoca, moderno; bimotore ad ala media con carrello retrattile.
La fusoliera, a sezione ellittica, era caratterizzata da un lungo tettuccio completamente finestrato che chiudeva i due posti per l'equipaggio, l'anteriore per il pilota e il posteriore destinato all'osservatore/puntatore. Nella parte inferiore era ricavato il vano bombe interno dotato di paratie mobili. Posteriormente terminava in un impennaggio a doppia deriva caratterizzato dagli elementi verticali di forma ellittica e dall'unico piano orizzontale montato alto sulla coda e dotato di un unico elemento mobile.
L'ala era montata media, dotata di alettoni su ogni semiala e che racchiudeva le gondole dove erano installati i motori ed i cinematismi del carrello semiretrattile anteriore. Questo rientrava quasi completamente nel suo vano collocato sotto ogni gondola lasciando la ruota sporgente, soluzione che permetteva, in caso di atterraggio in condizioni di malfunzionamento dello stesso, di non causare gravi danni alla struttura. Posteriormente era integrato da un ruotino d'appoggio posizionato sotto la coda.
La propulsione era affidata a due Walter Sagitta 1-SR, dei 12 cilindri a V rovesciata capaci di erogare una fisica di 500 CV (373 kW) ciascuno ed abbinati ad eliche tripala a passo variabile.
L'armamento offensivo era affidato ad un cannoncino automatico Hispano-Suiza HS.404 calibro 20 mm posizionato sul muso sotto il tubo di Pitot, una mitragliatrice M.38 Browning FN da 7,62 mm mentre il carico bellico consisteva in bombe, fino a 400 kg, stivate dentro un vano di carico chiuso ricavato nella parte inferiore della carlinga.

## Impiego operativo
Sebbene fosse solamente un prototipo l'R-313 venne impiegato operativamente durante l'invasione del Regno di Iugoslavia da parte delle Potenze dell'Asse iniziate con l'attacco del 6 aprile 1941.

## Utilizzatori
Jugoslavia
- Jugoslovensko kraljevsko ratno vazduhoplovstvo i pomorska avijacija